# 京成3000形電車 (初代)
京成3000形電車（けいせい3000がたでんしゃ）は、1958年（昭和33年）に登場した京成電鉄の通勤形電車である。

## 概要
当時計画されていた都営地下鉄浅草線との相互直通運転用車両として、大手私鉄では日本初の地下鉄乗り入れ対応車両として登場した。3001 - 3014の2両固定編成が7本、計14両が新製された。
本形式以降、初代3050形・初代3100形・3150形・初代3200形・3300形と本形式をベースとした車両が大量に増備され、総じて「赤電」・「3000形」などと呼ばれるようになった。
14両のうち、3001 - 3010号（10両）は日本車輌製造、三井信託銀行（現・三井住友信託銀行）との信託車両で導入した。信託金額は10両で2億4,200万円である。

## 車両概説

### 車体
車体は京成初の18 m車体を採用し、車幅も60 mm拡大され車体裾に小径のRがついた。側面は片側3扉で扉は1200 mm幅の片引き戸、扉間は戸袋部を含め1000 mm幅の大型の窓が3箇所設置された。
前面は中央に貫通扉を設置し、埋め込み式の貫通扉を設置、前照灯が白熱灯1灯を窓上に設置した。車体こそ地下鉄直通用に大型化したものの、全体の構成は750形に近いものとなった。
落成当初は「青電」塗装で登場したが、1960年（昭和35年）から1961年（昭和36年）にかけて、3050形と同様のモーンアイボリー＋ファイアーオレンジのツートンにステンレス縁取り内をダークグレー帯とした「赤電」塗装に変更された。

### 内装
室内はA-A基準による車体不燃化対策が施され、ベージュ色のアルミデコラによる化粧板、広幅貫通路・窓の保護棒に特徴が見られた。送風機として当時流行であったファンデリアが採用され、外観上屋根も二段構造とし、通風口を設けた。

### 機器類
全車2両ユニットの電動車 (M) で、奇数号車に電動発電機 (MG) ・電動空気圧縮機 (CP) 、偶数号車に主制御器・パンタグラフが搭載され、MGは容量5.5 kVAのCLG-319-Eを、CPは750形以降で使用されたA-2が採用された。

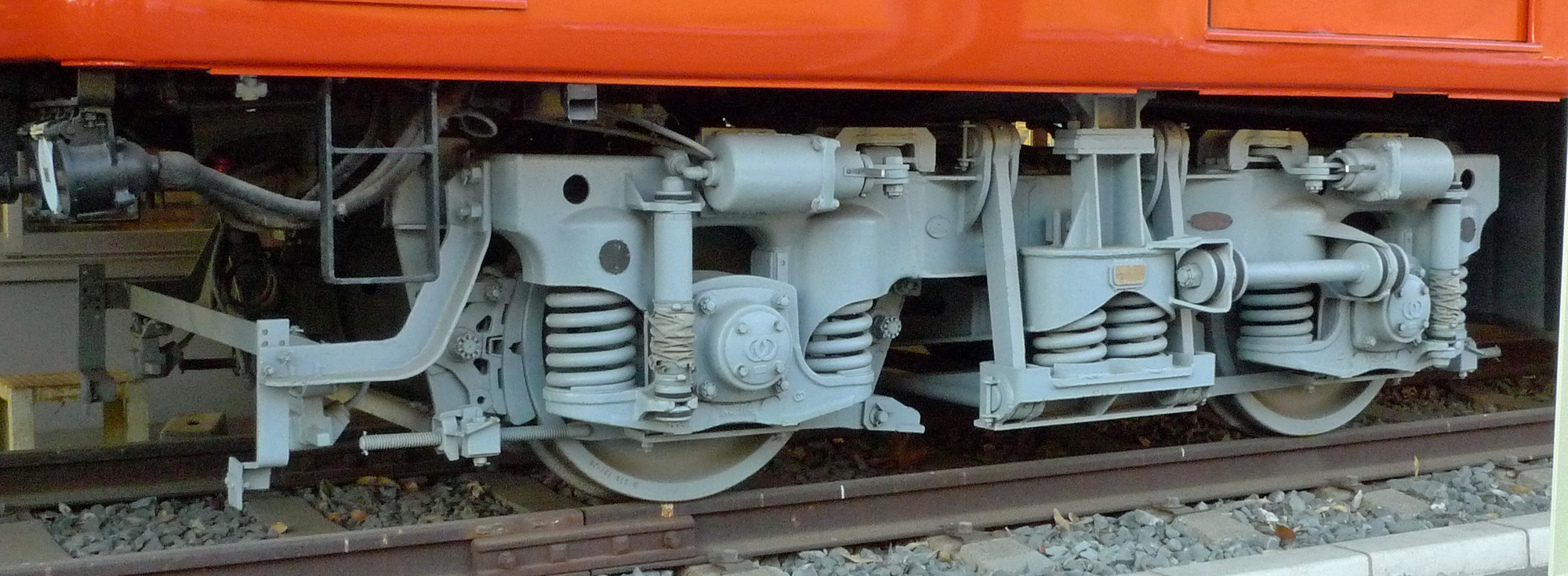
3004号に使われていたKS-114台車(保存車両) 宗吾車庫にて

足回りは750形で実績のあるカルダン駆動方式を本格採用し、3001 - 3008は汽車製造製KS-114台車・TDカルダン・東洋電機製造製TDK810/2Dモーター、3009 - 3014は住友金属工業製FS-318台車・WNカルダン・三菱電機製MB3028Dモーターであり、両者とも問題なく混結が可能な構造とされた。
モーターの出力は75 kWで、すべての台車に装着される。これは3200形3220号車まで継続された。起動加速度は3.5 km/h/s、常用最大減速度は4 km/h/sで歯車比は6.0と高加速性能に重点を置いていた（同時期に登場した京浜急行電鉄旧1000形が4.63、都営地下鉄5000形が6.35）。台車・駆動装置・モーターの製造会社を2通りの組合せで同数ずつ発注するという方法は750形からの承継で、以後1972年（昭和47年）製の3300形まで続いた。
落成当初の台車軌間は1,372 mmだったが、1959年（昭和34年）秋 - 年末の改軌にあわせて、1,435 mmに変更。これと同時にATS、応荷重装置が設置された。

## 改造
1968年（昭和43年）に列車無線の取り付けが、1970年代後半に屋根の二段構造を廃止してベンチレーターの設置・運行番号表示器の位置の変更（運転室窓に表示）、1975年（昭和50年）に前照灯のシールドビーム化がなされた。

### 車体更新工事
1977年（昭和52年）6月から1978年（昭和53年）11月にかけて施工された。
主な内容は、前照灯の一体形ケース2灯化（いわゆる「ブタ鼻」形）、運転台の床面かさ上げ(100 mm)及び運転室窓の小型化、埋め込み式貫通幌の着脱式への変更、アンチクライマーの2本⇒3本化などである。
3008までは車両番号順に4両化し（3002・3003・3006・3007の運転台を撤去・完全中間車化）、2両ユニットを分割可能にした。運転台撤去部は隅が原型のR付と異なり三つ折りの平面突き合わせとなった。
3009 - 3014は完全中間車化され、2両分割で本形式・3050形基本4両編成の中央に挟み、6両固定編成の組成も可能になった。
室内は、デコラ・床面を更新前と同色のものに張替え、天井は白に再塗装され、中吊り広告支えが普通鋼製からアルミ製に変更された。また、車両間の貫通路を狭幅に変更し、中間車の奇数号車の成田空港寄りに貫通扉を設けたが、これは更新前に乗務員室境にあった扉を再用した。中間車化に伴うパンタグラフ・MG・CPなどの位置変更はなかった。
本形式の更新が開始された時点では3050形の更新は既に開始されており、これらはほぼ並行して行われたため、3009 - 3014が完全に中間電動車化された以外は外観・室内ともに大きな変化はない。そのため、両形式は1980年代に入っても混結は普通に行われ、同形式のように扱われた。

### 更新後の改造

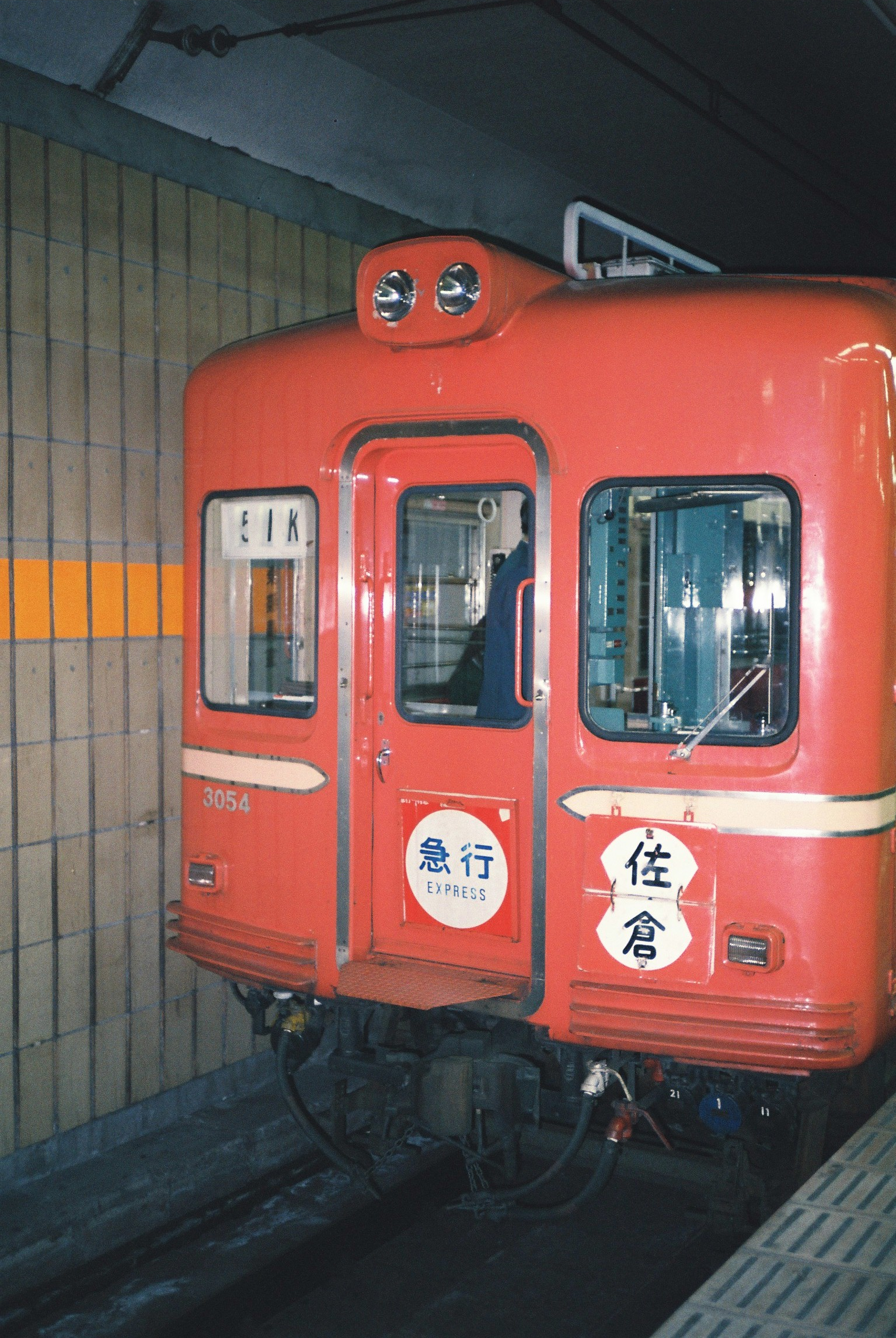
新赤電色の3054号（押上駅、1987年2月）

「赤電」各形式は、1980年（昭和55年）2月 - 1982年（昭和57年）4月に、モーンアイボリー+ファイアーオレンジのツートンカラーからファイアーオレンジベースへの塗装（新赤電色）に変更され、本形式に関しては1980年5月 - 1981年（昭和56年）10月に変更された。
1984年（昭和59年）末から1986年（昭和61年）夏にかけて側面扉開閉確認灯を2灯式としたほか、客室と乗務員室の仕切り扉と貫通扉の窓ガラス支持方式を黒Hゴムからステンレス枠に変更した。
更新後の非冷房車3050形や3100形1次車（3101 - 3116）とともに、1984年から1986年にかけてCPをA-2から3200形6M初期車で使用されていたAR-1とともに、絶縁性の良いC-1000に変更、同時に側窓の保護棒も撤去された。1988年（昭和63年）には吊り手が増設された。

## 運用の変遷
編成配置は、3001 - 3008の基本4両の中間に3009 - 3014の中間電動車ユニット2両ずつを挿入する形で6両固定編成を組む機会が多く、両数の関係上1本は3050形と組成せざるを得なかった。なお時には2ユニット挿入で8両固定編成となることもあった。
1980年代半ばまで、本形式・3050・3100形などは全車電動車でかつ加速性も優れていることから優等列車の運用に適した車両であるとされ、先頭車前部の台車が付随台車（T台車）の3200形（初期の20両は除く）と3300形に比較すると6両固定編成を組む機会が多かった。
3200形の6両固定編成化を開始した1986年秋頃からは、3009 - 3014が2両単位で3050形基本4両の中間に入り6両固定編成を組成し、3001 - 3008は4両で使用される機会が多くなった。3005 - 3008は1987年（昭和62年）11月に、3001 - 3004は1988年2月にそれぞれモーターを改良し、普通運用によるオーバーランを軽減した。
1986年12月には一時のみではあったが、3100形2次車の内空気ばね台車装着車の3129 - 3132の基本4両の中間に3011 - 3012を挟み、3100形両端の6両固定編成を組んだ事例もあった。これを最後に、京成において空気ばね台車装着車とコイルばね台車装着車の混結は行わなくなった。
1990年（平成2年）初夏以降、3050形への冷房装置搭載工事が進行し、3009 - 3014のうち4両は再び3001 - 3008の中間に挟み6両固定編成を組むことになった。3050形3054編成が冷房化工事入場した1990年5月に3008編成を6両固定編成とした。3050形3054編成出場直前の1990年7月末に3074編成が冷房化工事入場。その時点で、京成の非冷房車は本形式全車と3050形3055 - 3058・3067 - 3070・3075・3076の10両計24両のみとなった。3050形にも成田空港方に先頭車を持つ3075・3076といった半端な2両ユニットが存在したため、3000形14両と上手く組合わせることにより、非冷房車は以下の6両編成4本にまとめられた。
| ← 成田空港・千葉中央上野 →              |
| --------------------------------------- |
| 3001 - 3002 - 3013 - 3014 - 3003 - 3004 |
| 3005 - 3006 - 3009 - 3010 - 3007 - 3008 |
| 3055 - 3056 - 3011 - 3012 - 3057 - 3058 |
| 3075 - 3076 - 3067 - 3068 - 3069 - 3070 |

当時、6両編成の特急運用も多数あったが、以上の編成は非冷房車のため、夏期間は特に普通を中心に使用出来るように運用も決められた。4両編成の非冷房車は1990年7月末に消滅し、その後も組まれなかったことから、金町線は本線より一足早く冷房化100 %を達成した。
1990年11月上旬に3050形3055 - 3058が冷房化のため入場したため、3011・3012は保留車となった。同月末に上記の3004を先頭にする編成に3011・3012を挿入して「赤電」非冷房車で初めて以下の8両固定編成を組成した。
| ← 成田空港・千葉中央上野 →                            |
| ----------------------------------------------------- |
| 3001 - 3002 - 3011 - 3012 - 3013 - 3014 - 3003 - 3004 |

当時は3700形も運用開始前であったため、8両固定編成といえば、3200形6M車の検査入場前等の暫定編成のみであった。また、京成の非冷房車8両編成は、3200形更新前に3241 - 3244+3249 - 3252が1985年秋 - 1986年春に組成されて以来、約5年ぶりであった。優等運用専用の非冷房車として営業運転したが、冬期のため問題はなかった。
1991年1月、3050形は3055 - 3058が冷房を搭載して出場し、代わりに3067 - 3070が京成電鉄最後の冷房搭載工事のため入場した。その際に成田空港方余剰ユニットの3050形3075・3076は3008を先頭とする編成の成田寄りに連結し、以下の8両編成を組成した。
| ← 成田空港・千葉中央上野 →                            |
| ----------------------------------------------------- |
| 3075 - 3076 - 3005 - 3006 - 3009 - 3010 - 3007 - 3008 |

これにより、6両の非冷房車編成も後に組成されることなく消滅し、同時に千葉線も冷房化100 %を達成した。非冷房車は8両編成2本にまとめられ、優等運用専用になった。

## 廃車
3000形は車軸の構造が3050形以降の「赤電」各形式とは異なっており（登場翌年の改軌を考慮し、車軸を交換するだけで軌間変更が可能な構造を用いていたため）、冷房改造は困難であり、1991年3月19日から営業運転を開始した3700形によって置き換えられることとなった。本形式・3050形非冷房車8両編成2本は同時に開業した成田空港駅にも入線した。
北総開発鉄道（現・北総鉄道）北総線高砂 - 新鎌ヶ谷間が開通した同年3月31日には3700形3718編成が営業運転を開始し、非冷房車8両2本の3001 - 3014と3050形3075 - 3076は運用を離脱し、廃車された。3050形も3067 - 3070が同年3月末に冷房を搭載して出場し、京成は関東地方の大手私鉄としては京浜急行電鉄・相模鉄道・小田急電鉄・西武鉄道に続いて保有する旅客用車両が全て冷房車となった。

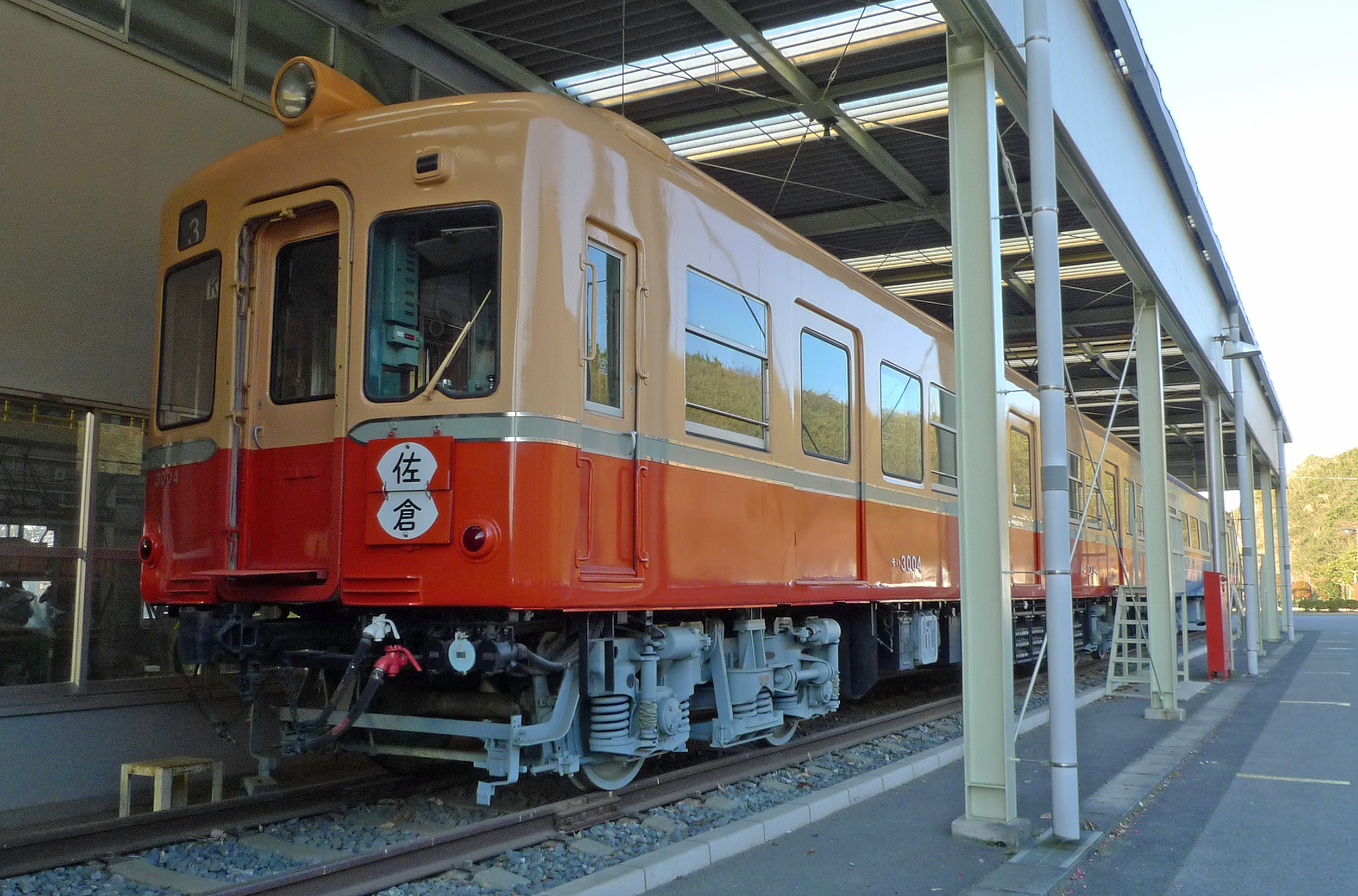
3004号車（保存車両） 宗吾車庫にて

3009 - 3014は1991年夏までに解体され、3001 - 3008は東成田駅の旧「スカイライナー」発着ホームにしばらく保留車として留置されていたが、3004を除いた全車が1992年（平成4年）4月末に解体された。
3004は1996年（平成8年）秋に赤電塗装化直後の状態に復元され、1997年（平成9年）2月以降、宗吾車庫に新設した車両展示場に保存されている。